# Associazione Calcio Pavia 1990-1991
Questa voce raccoglie le informazioni riguardanti l'Associazione Calcio Pavia nelle competizioni ufficiali della stagione 1990-1991.

## Stagione
Nella stagione 1990-1991 il Pavia disputa il girone A del campionato di Serie C1, la dirigenza pavese affida la squadra all'esperto allenatore Giovanni Meregalli. Discreta la stagione dei biancoazzurri, con una sola sconfitta casalinga, maturata con il Venezia alla penultima giornata, in compenso si impone due volte in trasferta con il Mantova ed il Vicenza. Un torneo di media classifica, con undici vittorie, undici sconfitte e dodici pareggi. Sono state promosse in Serie B il Piacenza ed il Venezia, mentre sono retrocessi in Serie C2 il Varese, la Carrarese, il Trento ed il Mantova. Il miglior realizzatore stagionale del Pavia è stato Raffaele Solimeno arrivato in estate dal Venezia, autore di 12 centri, 11 in campionato ed uno in Coppa Italia. Nella Coppa Italia di categoria la squadra pavese disputa il girone A, che è stato vinto dal Casale.

## Rosa
| N. |                   | Ruolo | Calciatore           |
| -- | ----------------- | ----- | -------------------- |
|    | Italia (bandiera) | C     | Massimiliano Allegri |
|    | Italia (bandiera) | A     | Simone Baldo         |
|    | Italia (bandiera) | D     | Maurizio Benedetti   |
|    | Italia (bandiera) | A     | Marco Bruzzano       |
|    | Italia (bandiera) | C     | Antonio D'Agostino   |
|    | Italia (bandiera) | D     | Paolo Danzè          |
|    | Italia (bandiera) | D     | Luciano Dondo        |
|    | Italia (bandiera) | C     | Marco Finardi        |
|    | Italia (bandiera) | C     | Roberto Fogli        |
|    | Italia (bandiera) | D     | Claudio Gabetta      |

| N. |                   | Ruolo | Calciatore        |
| -- | ----------------- | ----- | ----------------- |
|    | Italia (bandiera) | P     | Antonio Gambino   |
|    | Italia (bandiera) | C     | Marco Lazzarini   |
|    | Italia (bandiera) | P     | Daniele Limonta   |
|    | Italia (bandiera) | A     | Frederic Massara  |
|    | Italia (bandiera) | D     | Francesco Nocera  |
|    | Italia (bandiera) | C     | Gabriele Peretto  |
|    | Italia (bandiera) | C     | Maurizio Pertusi  |
|    | Italia (bandiera) | C     | Massimo Provvido  |
|    | Italia (bandiera) | A     | Raffaele Solimeno |
|    | Italia (bandiera) | D     | Davide Zanellato  |

## Risultati

### Campionato

#### Girone di andata
| Arbitro: | Baldas (Trieste) |

|                          |           |                          |
| Solimeno 35’ Allegri 67’ | Marcatori | 26’ Limido 45’ Antonioli |

| Fano 23 settembre 1990 2ª giornata | Fano           | 0 – 0 | Pavia | Stadio Raffaele Mancini\| Arbitro: \| Rossi (Rovigo) \| |
| Arbitro:                           | Rossi (Rovigo) |       |       |                                                         |

| Arbitro: | Marchese (Napoli) |

|                          |           |  |
| Lazzini 58’ Pasquini 69’ | Marcatori |  |

| Arbitro: | Brignoccoli (Ancona) |

|                             |           |                               |
| Solimeno 23’, 72’ Baldo 81’ | Marcatori | 1’, 31’ Serioli 13’ Di Biagio |

| Arbitro: | Franceschini (Bari) |

|                  |           |  |
| G. Ferazzoli 30’ | Marcatori |  |

| Arbitro: | Capovilla (Verona) |

|             |           |  |
| Allegri 68’ | Marcatori |  |

| Trento 4 novembre 1990 7ª giornata | Trento              | 0 – 0 | Pavia | Stadio Briamasco\| Arbitro: \| Pisacreta (Salerno) \| |
| Arbitro:                           | Pisacreta (Salerno) |       |       |                                                       |

| Arbitro: | Griffo (Palermo) |

|             |           |              |
| Massara 25’ | Marcatori | 64’ Montrone |

| Arbitro: | Capraro (Cassino) |

|                    |           |  |
| Mariano 65’ (rig.) | Marcatori |  |

| Arbitro: | Rossi (Rovigo) |

|                                |           |               |
| Ziliani 12’ (aut.) Massara 85’ | Marcatori | 14’ Francioso |

| Arbitro: | Introvigne (Conegliano) |

|                 |           |  |
| Cornacchini 46’ | Marcatori |  |

| Arbitro: | Pacifici (Roma) |

|           |           |  |
| Baldo 53’ | Marcatori |  |

| Arbitro: | Bignozzi (Ferrara) |

|          |           |  |
| Olmi 10’ | Marcatori |  |

| Arbitro: | Freddi (Sassari) |

|                                           |           |                      |
| Massara 53’ Baldo 78’ Solimeno 89’ (rig.) | Marcatori | 87’ (rig.) Teodorani |

| Arbitro: | Carozzi (Alessandria) |

|  |           |                      |
|  | Marcatori | 8’ Baldo 89’ Massara |

| Arbitro: | Tombolini (Ancona) |

|                                       |           |             |
| Civeriati 73’ Perrotti 77’ Fiorio 91’ | Marcatori | 14’ Massara |

| Arbitro: | Anselmo (Asti) |

|                          |           |                      |
| Bruzzano 27’ Pertusi 77’ | Marcatori | 47’ Lerda 72’ Volcan |

#### Girone di ritorno
| Arbitro: | Ruggiero (Nocera Inferiore) |

|                            |           |                                     |
| Bolis 6’ Mosele 49’ (rig.) | Marcatori | 33’ (rig.) Bruzzano 86’ (aut.) Sala |

| Arbitro: | Braschi (Prato) |

|                                 |           |            |
| Massara 13’ Solimeno 90’ (rig.) | Marcatori | 8’ Baldini |

| Pavia 17 febbraio 1991 20ª giornata | Pavia               | 0 – 0 | Carrarese | Stadio Comunale\| Arbitro: \| Genovese (Avellino) \| |
| Arbitro:                            | Genovese (Avellino) |       |           |                                                      |

| Arbitro: | Ferro (Verona) |

|                                                              |           |              |
| Robbiati 66’ Chiappino 82’ (rig.) Mandelli 87’ Di Biagio 90’ | Marcatori | 45’ Solimeno |

| Arbitro: | Bolognino (Milano) |

|                          |           |  |
| Allegri 26’ Solimeno 82’ | Marcatori |  |

| Arbitro: | Cavicchi (Finale Emilia) |

|                                |           |              |
| G. Carboni 8’ Dondo 40’ (aut.) | Marcatori | 91’ Solimeno |

| Pavia 24 marzo 1991 24ª giornata | Pavia        | 0 – 0 | Trento | Stadio Comunale\| Arbitro: \| Giove (Bari) \| |
| Arbitro:                         | Giove (Bari) |       |        |                                               |

| Arbitro: | Daneluzzi (Latisana) |

|            |           |  |
| Melosi 70’ | Marcatori |  |

| Arbitro: | Moretti (Cosenza) |

|                   |           |  |
| Solimeno 33’, 52’ | Marcatori |  |

| Carpi 14 aprile 1991 27ª giornata | Carpi            | 0 – 0 | Pavia | Stadio Sandro Cabassi\| Arbitro: \| Morello (Ragusa) \| |
| Arbitro:                          | Morello (Ragusa) |       |       |                                                         |

| Pavia 28 aprile 1991 28ª giornata | Pavia                | 0 – 0 | Piacenza | Stadio Comunale\| Arbitro: \| Brignoccoli (Ancona) \| |
| Arbitro:                          | Brignoccoli (Ancona) |       |          |                                                       |

| Arbitro: | Casaluci (Bologna) |

|  |           |              |
|  | Marcatori | 28’ Bruzzano |

| Arbitro: | Costa (Treviso) |

|                    |           |  |
| Allegri 41’ (rig.) | Marcatori |  |

| Arbitro: | Canzonieri (Roma) |

|                   |           |           |
| Minetto 8’ (rig.) | Marcatori | 50’ Dondo |

| Arbitro: | Saia (Palermo) |

|                                           |           |                          |
| Solimeno 2’ Massara 65’, 76’ Bruzzano 89’ | Marcatori | 78’ Pallotta 81’ Canzian |

| Arbitro: | Collina (Bologna) |

|           |           |                  |
| Danzé 61’ | Marcatori | 9’, 74’ P. Poggi |

| Arbitro: | Cavanna (Roma) |

|                  |           |  |
| Curti 75’ (rig.) | Marcatori |  |

### Coppa Italia
| Arbitro: | Galluccio |

|  |           |            |
|  | Marcatori | 56’ Caridi |

| Arbitro: | Gronda (Genova) |

|                            |           |                |
| Marcellino 5’ Carsetti 32’ | Marcatori | 60’ Frappietri |

| Arbitro: | Destro (Alessandria) |

|  |           |                |
|  | Marcatori | 19’ Carnesecca |

| Arbitro: | Pontani (Verona) |

|  |           |                          |
|  | Marcatori | 72’ Massara 89’ Solimeno |

| Pavia 2 settembre 1990 5ª giornata | Pavia           | 0 – 0 | Novara | Stadio Comunale\| Arbitro: \| Treossi (Forlì) \| |
| Arbitro:                           | Treossi (Forlì) |       |        |                                                  |

| 5 settembre 1990 6ª giornata |  | – Turno di riposo Pavia |  |  |

| Arbitro: | Boriello (Mantova) |

|                    |           |           |
| Bencina 40’ (rig.) | Marcatori | 22’ Baldo |